# Nutzdaten
Als Nutzdaten (englisch payload) bezeichnet man in der Kommunikationstechnik die während einer Kommunikation zwischen zwei Partnern transportierten Daten eines Datenpakets, die keine Steuer- oder Protokollinformationen enthalten. Nutzdaten sind u. a. Sprache, Text, Zeichen, Bilder und Töne.
Bei verschachtelten Protokollen (Protokollstapel) hängt die Bezeichnung Nutzdaten vom betrachteten Protokoll ab: Die Nutzdaten werden zur Durchführung des Protokolls um die protokollspezifisch notwendigen Headerinformationen erweitert. Die erhaltenen Daten werden an die darunterliegende Protokollschicht übergeben – und stellen aus Sicht dieses Protokolls wiederum Nutzdaten dar.
Das Nutzdatenfeld folgt im Allgemeinen dem Kopf (Header). Je nach Netzwerkprotokoll kann ein Nachspann (Trailer) folgen.